# Carles X Gustau de Suècia
Carles X Gustau de Suècia (en suec Karl X Gustav av Sverige) va néixer al palau de Nyköping (Suècia) el 8 de novembre de 1622 i va morir a Göteborg a 13 de febrer de 1660. Va ser rei de Suècia entre 1654 i 1660, Duc de Bremen i Príncep de Verden i comte del Palatinat-Kleeburg. Era fill del comte palatí Joan Casimir de Zweibrücken-Kleeburg (1589-1652) i de la princesa sueca Caterina Vasa (1584-1638).
El seu regnat va venir marcat per la guerra de conquesta de Polònia, en què es van implicar el Sacre Imperi Romanogermànic, el Tsarat Rus i Dinamarca. En aquesta guerra, Carles Gustau pretenia assegurar la supremacia sueca al Mar Bàltic i alhora prendre el control de territoris alemanys, en especial de Prússia. Si bé els seus plans de conquerir Polònia i Dinamarca fracassaren, va obtenir la cessió de les províncies daneses del sud d'Escandinàvia. Es va fer famós en travessar muntat a cavall, amb el seu exèrcit, els estrets danesos l'hivern de 1658.
Els seus pares havien sortit d'Alemanya cap a Suècia durant la Guerra dels Trenta Anys, ja que pels seus lligams familiars era un príncep suec i hereu del Palatinat.
L'educació de Carles Gustau fou dirigida pel canceller Axel Oxenstierna. Va estudiar també a la Universitat d'Uppsala i el 1638 va emprendre un viatge d'estudis a París, on estudiaria diplomàcia.
En morir el rei Gustau II Adolf, la família va tenir diferències amb els Oxenstierna, ja que la influència política d'aquesta família s'havia incrementat considerablement quan Axel Oxenstierna es va fer càrrec de la regència durant la minoria d'edat de la nova reina Cristina de Suècia.
Va participar activament en la Guerra dels Trenta Anys, on va mostrar les seves qualitats militars. El 1645 va tornar a Suècia, on va participar activament en els debats polítics i es convertí en un dels homes més influents del regne, a més de guanyar-se les simpaties de la reina. El gener de 1648 fou nomenat general en cap de l'exèrcit suec a Alemanya. Acabada la guerra va participar en les negociacions i en la supervisió del compliment dels acords de la Pau de Westfàlia.
El 1649, tot i l'oposició dels nobles suecs, la reina Cristina, que no s'havia casat ni tenia fills, va nomenar Carles Gustau com el seu successor. El 1650, la reina va aconseguir que el Parlament el reconegués a ell i als seus fills com a hereus de la corona. A partir d'aquest moment, Carles Gustau es va mantenir al marge de la política, i va preferir aïllar-se al castell de Borgholm, a l'illa d'Öland, mentre esperava prendre possessió del tro. El 6 de juny de 1654, a Uppsala, la reina Cristina va abdicar a favor de Carles Gustau, investit el mateix dia com a nou rei amb el nom de Carles X Gustau.
Poc després d'haver estat nomenat rei, inicià la Segona Guerra del Nord contra la Confederació de Polònia i Lituània. Carles X Gustau pretenia no només conquerir Polònia, sinó també mantenir el seu predomini al Mar Bàltic i la seva influència a Europa nord-oriental. La campanya va ser un èxit en els seus inicis, i en poc temps les tropes sueques van ocupar bona part de Polònia amb la seva capital, Varsòvia, mentre que el rei polonès Joan II Casimir Vasa va haver de fugir a Silèsia.
Carles X Gustau es va aliar amb el príncep elector Frederic Guillem de Brandenburg, duc de Prússia Oriental, fins aleshores vassall del rei de Polònia. En el tractat de Königsberg el 1656, Frederic Guillem acceptà ajudar militarment l'exèrcit suec, alhora que reconeixia Carles X Gustau com a sobirà de Prússia. Amb l'aliança de Brandenburg, va continuar amb la conquesta de Polònia, que s'havia complicat considerablement, atès que la població s'havia organitzat en forma de guerrilles. Per la seva banda, el Tsar de Rússia pretenia controlar la part oriental de Polònia, i va envair la regió sueca de Livònia. I encara hi havia l'amenaça d'altres vells enemics de Suècia, com Dinamarca i el Sacre Imperi Romanogermànic.
Malgrat alguns èxits militars importants, el rei Carles X Gustau no va poder controlar la sublevació polonesa. El príncip elector Frederic Guillem de Brandenburg, desconfiant de la creixent influència sueca a la zona, i en veure perillar els seus interessos, va decidir tornar a apropar-se al rei de Polònia. Davant de la possibilitat de perdre el seu aliat, Carles X Gustau es va veure obligat a pactar, en el tractat de Labiau la renúncia de Suècia al Ducat de Prússia, que romania a mans de Brandenburg, i a ratificar una aliança militar amb aquest estat. La guerra va derivar en un conflicte internacional amb la intromissió de Rússia a Livònia, l'aliança de Polònia amb l'emperador Ferran III i amb la declaració de guerra de Dinamarca, formant tots plegats una gran aliança contra Suècia.
La guerra, doncs, es va desplaçar cap a terres daneses. El 1657 va començar la conquesta de la península de Jutlàndia, i tot seguit de les illes daneses. Finalment es firmà el Tractat de Roskilde el 26 de febrer de 1658, pel qual Suècia va rebre les províncies daneses d'Escània, Halland, Blekinge i l'illa de Bornholm, així com les províncies noruegues de Bohuslän i Trondheim.
Però la pau va durar ben poc, per la pretensió de Carles X Gustau d'annexionar-se Dinamarca. En aquesta guerra, es va centrar en la conquesta de les illes daneses, i en especial de la capital, Copenhaguen. Però en aquesta ocasió la guerra va ser molt més costosa. Copenhaguen fou assistida per una flota neerlandesa l'octubre de 1658, i Carles X Gustau va fracassar en l'intent de conquerir-la. Els exèrcits de Polònia, Àustria i Brandenburg van assetjar les possessions sueques a Pomerània i Prússia, amb la intenció d'empènyer l'exèrcit suec cap a la península de Jutlàndia. Quan el rei havia tornar a Suècia per estudiar les condicions en què s'havia de negociar una pau amb Dinamarca i Polònia, va morir sobtadament a Göteborg.

## Matrimoni i fills
El 24 d'octubre de 1654 es va casar amb Hedwig Elionor de Schleswig-Holstein-Gottorp (1636-1715), filla de Frederic III (1597-1659) i de Maria Elisabet de Saxònia (1610-1684). El matrimoni va tenir un fill:
- Carles (1655-1697), casat amb Ulrica Elionor de Dinamarca (1656-1693).

Anteriorment havia tingut un fill amb Brígida Allerts, la filla d'un membre del Consell Reial.